# 73
73 је била проста година.

## Догађаји
- 16. април — Римљани заузимају тврђаву Масаду чиме је окончан Јеврејски устанак.
- Римски цар Веспазијан започиње поход на германска подручја источно од горњег тока Рајне и јужно од Мајне. Истовремено реорганизује римску обрану на горњем и доњем Дунаву.